# Concurs de castells Vila de Torredembarra

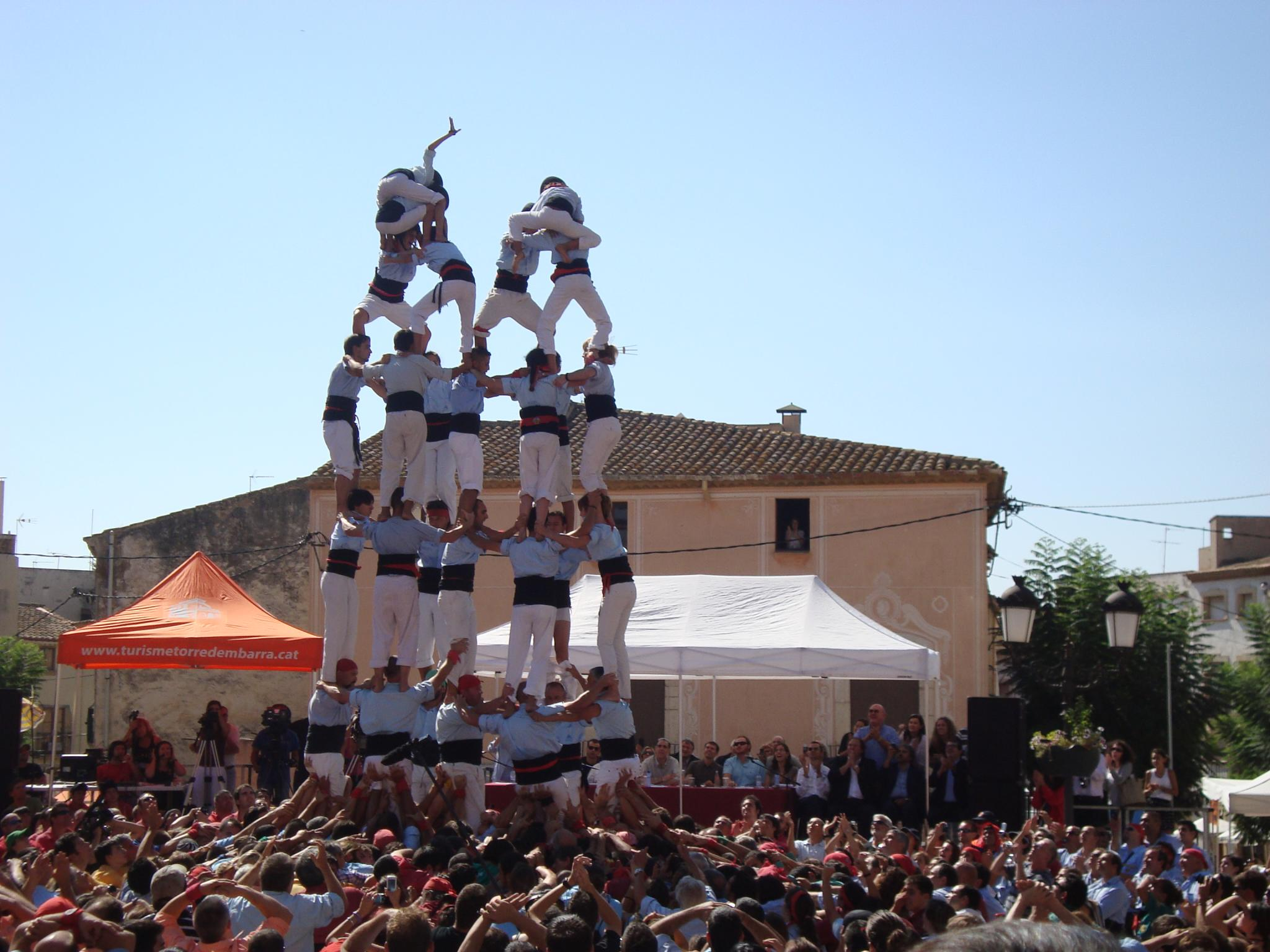
7 de 7 dels Nois de la Torre al concurs del 2011.

El Concurs de castells Vila de Torredembarra, conegut informalment com el Concurset (o Concurs7/Concur7), fou un concurs de castells creat per la colla castellera de Torredembarra, els Nois de la Torre, el 1997. Es disputava cada 2 anys, coincidint amb l'any que no se celebrava el concurs de castells de Tarragona.
Se'n disputaren un total de vuit edicions entre el 1997 i el 2013, donat que el 2003 s'hagué de suspendre per la pluja.

## Història
Després de l'èxit de la divisió en dues jornades del XXIV Concurs de castells de Tarragona celebrat el 2012, a l'edició següent de 2014, el XXV Concurs de castells de Tarragona decidí incorporar una tercera jornada per a les colles de nivell de set pisos. Aquesta jornada es disputaria a Torredembarra el diumenge anterior a les jornades tarragonines per les 12 colles castelleres situades a partir del lloc 31è de la classificació del rànquing casteller. Així, el Concurs de castells Vila de Torredembarra va deixar de tenir el seu sentit i va desaparèixer integrant-ne la seva estructura dins de l'estructura organitzativa del concurs de castells de Tarragona.
La colla Nois de la Torre, com a organitzadora original del Concurset es reservà el dret de participar com a mínim a la jornada de Torredembarra del Concurs encara que no aconsegueixin classificar-s'hi, de manera anàloga al dret que hi tenen les colles tarragonines. No obstant això, des de llavors ha estat capaç de classificar-s'hi sempre per mèrits propis i fins i tot en algunes ocasions (2014 i 2018) assistint a la jornada tarragonina de dissabte en comptes de la de Torredembarra.

## Palmarès
Els Minyons de l'Arboç, amb tres victòries, és la colla que més vegades va aconseguir guanyar-lo, i Castellers de Lleida ho van fer en dues ocasions (1999 i 2001).